# 仲村美海
仲村 美海（なかむら みう、1992年5月31日 - ）は、宮崎県出身の日本のグラビアアイドル、女優。リップに所属していた。

## 来歴
美容系の専門学校へ進学するために18歳で上京した後、親の説得を受けて看護学校にも通学した。
ヘアメイクの仕事を探していたところ、2016年夏に芸能プロダクション・リップの社長からスカウトされ、宣伝材料となる写真を作成して週刊プレイボーイ編集部へ挨拶に行った際、「逸材すぎる」と宣材写真をそのまま誌面に緊急掲載する形でデビュー。宣材写真を担当したカメラマン西田幸樹は、雑誌撮り下ろし写真も担当した。
2024年9月時点で、所属事務所からはプロフィールが消えている。また、X（Twitter）、Instagramのアカウントも消えている。

## 人物
- 趣味は、映画およびドラマ鑑賞。本を読むこと。インドア派。
- 出かけるとしても、ひとり酒やひとりラーメンなどを好む。
- ヘアメイク志望だったこともあり、作り手の側に興味がある。
- グラビアも、被写体、カメラマン、照明など、チームで作っていくスタイルを好む。

## 出演

### テレビドラマ
- 日曜ワイド「庶務行員 多加賀主水が許さない」（2017年10月15日、テレビ朝日） - 大久保杏子 役[7]
- ハケンのキャバ嬢・彩華 第9話・最終話（2017年12月11日・12月18日、朝日放送[注釈 1]） - エリ 役[8]
- 世にも奇妙な物語 '20秋の特別編 「コインランドリー」（2020年 フジテレビ）-女性4 役

### WEBドラマ
- ハケンのキャバ嬢・彩華 第9話・最終話（2017年12月4日・12月11日、AbemaTV[注釈 1]） - エリ 役

## 出版作品

### 雑誌
- 週刊プレイボーイ（2017年16号、23号[9]、集英社）
- 週刊ヤングジャンプ（2017年6月8日発売号[10]、集英社）

### 写真集
- Miu（2021年11月12日[11]、ワニブックス、撮影：矢西誠二）ISBN 978-4-84-708390-7

### ネットグラビア
- グラジャパ（2017年、集英社）[12]

### カレンダー
- 仲村美海 2018年カレンダー（2017年、トライエックス）ASIN B074G343KN[13]
- 仲村美海 2019年カレンダー（2018年、トライエックス）ASIN B07G32XC3P[14]